# 聖弘
聖弘（しょうこう、生没年未詳）は、平安時代末期から鎌倉時代初期の興福寺の僧。塔頭の勧修坊を住坊とした。 聖弘得業、周防得業（すおうのとくごう）聖弘とも称される。

## 略歴
『吾妻鏡』によれば、文治2年（1186年）2月、源頼朝と対立し、都を落ちのびた源義経を匿った事により、翌文治3年（1187年）3月8日、鎌倉に召し出されて頼朝の尋問を受ける。
聖弘は義経と師檀の関係であり、平家追討の際には義経の依頼によって祈祷を行っていた。その縁により都落ちの際に南都に逃れてきた義経を一時匿い、頼朝と和解するように諫めて下法師らを付けて伊賀国へ送り出し、その後は音信不通となったという。
謀反人の義経を匿い、祈祷を行った事を詰問する頼朝に対し、聖弘は師弟のよしみで頼ってきたので迎え入れたものであり、祈祷は義経を諫めて逆心をなだめるもので、何ら罪になるものではないと答えた。また、そもそも今の関東の安全は義経の武功によるものであり、讒言によりその奉公を忘れ、恩賞の地を取り上げれば逆心を抱くのは当然であり、予州（義経）を召し返して兄弟で水魚の交わりをする事が国を治める方法というものである。これは義経を弁護するものではなく、天下静謐を求めてのことであると答えた。
この聖弘の態度に感心した頼朝は、勝長寿院の供僧職を与え、関東繁栄の祈祷を行うよう命じている。
『玉葉』によれば、文治5年（1189年）12月には在京している。『義経記』には勝長寿院縁起物語として「勧修坊（かんしゅうぼう）物語」が描かれ、勧修坊（聖弘）が勝長寿院の別当、あるいは開基として語られている。